# Кватернион
Кватернио́ны (от лат. quaterni, по четыре) — система гиперкомплексных чисел, образующая векторное пространство размерностью четыре над полем вещественных чисел.
Обычно обозначаются символом {\displaystyle \mathbb {H} }. Предложены Уильямом Гамильтоном в 1843 году.
Кватернионы удобны для описания изометрий трёх- и четырёхмерного евклидовых пространств и поэтому получили широкое распространение в механике. Также их используют в вычислительной математике — например, при создании трёхмерной графики.
Анри Пуанкаре писал о кватернионах: «Их появление дало мощный толчок развитию алгебры; исходя от них, наука пошла по пути обобщения понятия числа, придя к концепциям матрицы и линейного оператора, пронизывающим современную математику. Это была революция в арифметике, подобная той, которую сделал Лобачевский в геометрии».

## Определения

### Стандартное
Кватернионы можно определить как сумму

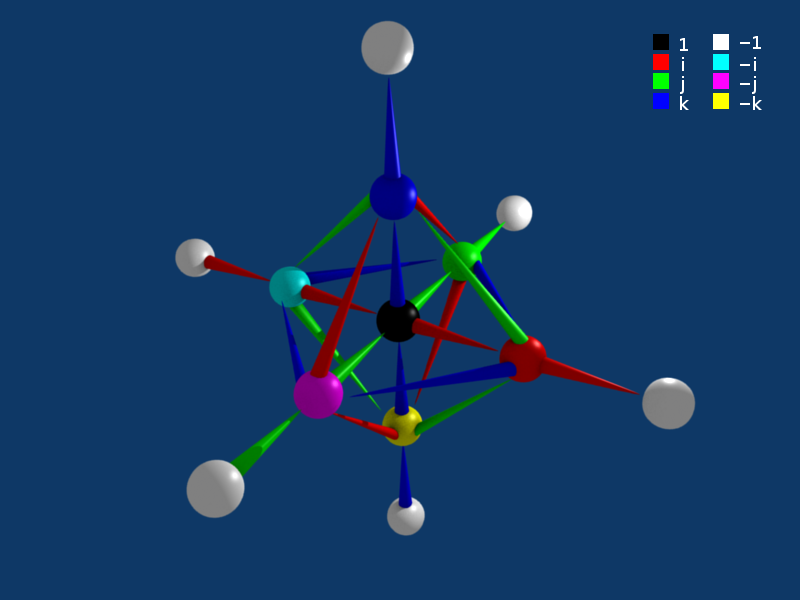
Графическое представление таблицы умножения базисных кватернионов (цвет шара определяет первый множитель, цвет выходящей стрелки - второй множитель, стрелка указывает на результат умножения)

{\displaystyle q=a+bi+cj+dk}
где {\displaystyle a,b,c,d} — вещественные числа
{\displaystyle i,j,k} — мнимые единицы со следующим свойством: {\displaystyle i^{2}=j^{2}=k^{2}=ijk=-1}, при этом результат их попарного произведения зависит от порядка следования (не является коммутативным): {\displaystyle ij=k}, a {\displaystyle ji=-k}.
| X | 1 | i  | j  | k  |
| - | - | -- | -- | -- |
| 1 | 1 | i  | j  | k  |
| i | i | -1 | k  | -j |
| j | j | -k | -1 | i  |
| k | k | j  | -i | -1 |

### Как вектор и скаляр
Кватернион представляет собой пару {\displaystyle \left(a,{\vec {u}}\right),} где {\displaystyle {\vec {u}}} — вектор трёхмерного пространства, а {\displaystyle a} — скаляр, то есть вещественное число.
Операции сложения определены следующим образом:
{\displaystyle \left(a,{\vec {u}}\right)+\left(b,{\vec {v}}\right)=\left(a+b,{\vec {u}}+{\vec {v}}\right).}
Произведение определяется следующим образом:
{\displaystyle \left(a,{\vec {u}}\right)\left(b,{\vec {v}}\right)=\left(ab-{\vec {u}}\cdot {\vec {v}},a{\vec {v}}+b{\vec {u}}+{\vec {u}}\times {\vec {v}}\right),}
где {\displaystyle \cdot } обозначает скалярное произведение, а {\displaystyle \times } — векторное произведение.
В частности:
{\displaystyle \left(a,0\right)\left(0,{\vec {v}}\right)=\left(0,{\vec {v}}\right)\left(a,0\right)=\left(0,a{\vec {v}}\right),}
{\displaystyle \left(a,0\right)\left(b,0\right)=\left(ab,0\right),}
{\displaystyle \left(0,{\vec {u}}\right)\left(0,{\vec {v}}\right)=\left(-{\vec {u}}\cdot {\vec {v}},{\vec {u}}\times {\vec {v}}\right).}
Заметим, что:
- Алгебраические операции в кватернионах обладают свойством дистрибутивности;
- Антикоммутативность векторного произведения влечёт некоммутативность произведения кватернионов.

### Через комплексные числа
Произвольный кватернион {\displaystyle \ q=a+bi+cj+dk} можно представить как пару комплексных чисел в виде
{\displaystyle \ q=(a+bi)+(c+di)j}
или эквивалентно
{\displaystyle \ q=z_{1}+z_{2}j,\quad z_{1}=a+bi,\quad z_{2}=c+di,}
где {\displaystyle \ z_{1},z_{2}} — комплексные числа, поскольку {\displaystyle \ i^{2}=-1} выполняется как для комплексных чисел, так и для кватернионов, а {\displaystyle k=ij}.

### Через матричные представления

#### Вещественными матрицами
Кватернионы также можно определить как вещественные матрицы следующего вида с обычными матричными произведением и суммой:
{\displaystyle {\begin{pmatrix}a&-b&-c&-d\\b&\;\;a&-d&\;\;c\\c&\;\;d&\;\;a&-b\\d&-c&\;\;b&\;\;a\end{pmatrix}}.}
При такой записи:
- сопряжённому кватерниону соответствует транспонированная матрица:
{\displaystyle {\bar {q}}\mapsto Q^{T}};
- четвёртая степень модуля кватерниона равна определителю соответствующей матрицы:
{\displaystyle \left|q\right|^{4}=\det Q.}

#### Комплексными матрицами
Альтернативно, кватернионы можно определить как комплексные матрицы следующего вида с обычными матричными произведением и суммой:
{\displaystyle {\begin{pmatrix}\;\;\alpha &\beta \\-{\bar {\beta }}&{\bar {\alpha }}\end{pmatrix}}={\begin{pmatrix}\;\;a+bi&c+di\\-c+di&a-bi\end{pmatrix}},}
здесь {\displaystyle {\bar {\alpha }}} и {\displaystyle {\bar {\beta }}} обозначают комплексно-сопряжённые числа к {\displaystyle \alpha } и {\displaystyle \beta }.
Такое представление имеет несколько замечательных свойств:
- комплексному числу соответствует диагональная матрица;
- сопряжённому кватерниону соответствует сопряжённая транспонированная матрица:
{\displaystyle {\bar {q}}\mapsto {\bar {Q}}^{T}};
- квадрат модуля кватерниона равен определителю соответствующей матрицы:
{\displaystyle \left|q\right|^{2}=\det Q.}

## Связанные объекты и операции
Для кватерниона
{\displaystyle q=a+bi+cj+dk}
кватернион {\displaystyle a} называется скалярной частью {\displaystyle q,} а кватернион {\displaystyle u=bi+cj+dk} — векторной частью. Если {\displaystyle u=0,} то кватернион называется чисто скалярным, а при {\displaystyle a=0} — чисто векторным.

### Сопряжение
Для кватерниона {\displaystyle q} сопряжённым называется:
{\displaystyle {\bar {q}}=a-bi-cj-dk.}
Сопряжённое произведение есть произведение сопряжённых в обратном порядке:
{\displaystyle {\overline {pq}}={\bar {q}}{\bar {p}}.}
Для кватернионов справедливо равенство
{\displaystyle {\overline {p}}=-{\frac {1}{2}}(p+ipi+jpj+kpk).}

### Модуль
Так же, как и для комплексных чисел,
{\displaystyle \left|q\right|={\sqrt {q{\bar {q}}}}={\sqrt {a^{2}+b^{2}+c^{2}+d^{2}}}}
называется модулем {\displaystyle q}. Если {\displaystyle \left|q\right|=1,} то {\displaystyle q} называется единичным кватернионом.
В качестве нормы кватерниона обычно рассматривают его модуль: {\displaystyle \left\|z\right\|=\left|z\right|}.
Таким образом, на множестве кватернионов можно ввести метрику. Кватернионы образуют метрическое пространство, изоморфное {\displaystyle \mathbb {R} ^{4}} с евклидовой метрикой.
Кватернионы с модулем в качестве нормы образуют
банахову алгебру.
Из тождества четырёх квадратов вытекает, что {\displaystyle \left|p\cdot q\right|=\left|p\right|\cdot \left|q\right|,} иными словами, кватернионы обладают мультипликативной нормой и образуют ассоциативную алгебру с делением.

### Обращение умножения (деление)
Кватернион, обратный по умножению к {\displaystyle q}, вычисляется так:
{\displaystyle q^{-1}={\frac {\bar {q}}{\left|q\right|^{2}}}}.

## Алгебраические свойства
Множество кватернионов является примером тела, то есть кольца с делением и единицей.
Множество кватернионов образует четырёхмерную ассоциативную алгебру с делением
над полем вещественных (но не комплексных) чисел.
По теореме Фробениуса тела
{\displaystyle \mathbb {R} }, {\displaystyle \mathbb {C} }, {\displaystyle \mathbb {H} }
являются единственными конечномерными ассоциативными алгебрами с делением
над полем вещественных чисел.
Некоммутативность умножения кватернионов приводит к неожиданным последствиям.
Например, количество различных корней полиномиального уравнения над множеством кватернионов может быть больше, чем степень уравнения.
В частности, уравнение {\displaystyle q^{2}+1=0}
имеет бесконечно много решений — это все единичные чисто векторные кватернионы.
Четыре базисных кватерниона и четыре противоположных им по знаку образуют по умножению
группу кватернионов (порядка 8).
Обозначается:
{\displaystyle Q_{8}=\left\{\pm 1,\pm i,\pm j,\pm k\right\}.}

## Кватернионы и повороты пространства

Организация трёх степеней свободы, но окончательная свобода меньших колец зависит от положения больших колец

Кватернионы, рассматриваемые как алгебра над {\displaystyle \mathbb {R} }, образуют четырёхмерное вещественное векторное пространство. Любой поворот этого пространства относительно {\displaystyle 0} может быть записан в виде {\displaystyle q\mapsto \xi q\zeta }, где {\displaystyle \xi } и {\displaystyle \zeta } — пара единичных кватернионов, при этом пара {\displaystyle \left(\xi ,\zeta \right)} определяется с точностью до знака, то есть один поворот определяют в точности две пары — {\displaystyle \left(\xi ,\zeta \right)} и {\displaystyle \left(-\xi ,-\zeta \right)}. Из этого следует, что группа Ли {\displaystyle {\text{SO}}\left(\mathbb {R} ,4\right)} поворотов {\displaystyle \mathbb {R} ^{4}} есть факторгруппа {\displaystyle S^{3}\times S^{3}/\mathbb {Z} _{2}}, где {\displaystyle S^{3}} обозначает мультипликативную группу единичных кватернионов.
Чисто векторные кватернионы образуют трёхмерное вещественно векторное пространство. Любой поворот пространства чисто векторных кватернионов относительно {\displaystyle 0} может быть записан в виде {\displaystyle u\mapsto \xi u{\bar {\xi }}}, где {\displaystyle \xi } — некоторый единичный кватернион. Соответственно, {\displaystyle {\text{SO}}\left(\mathbb {R} ,3\right)=S^{3}/\mathbb {Z} _{2}}, в частности, {\displaystyle {\text{SO}}\left(\mathbb {R} ,3\right)} диффеоморфно {\displaystyle \mathbb {R} \mathrm {P} ^{3}}.

## «Целые» кватернионы
В качестве нормы кватерниона выберем квадрат его модуля: {\displaystyle \left\|z\right\|=\left|z\right|^{2}}.
Целыми по Гурвицу принято называть кватернионы {\displaystyle a+bi+cj+dk} такие, что все {\displaystyle 2a,2b,2c,2d} — целые и одинаковой чётности.
Целый кватернион называется
- чётным
- нечётным
- простым

если таким же свойством обладает его норма.
Целый кватернион называется примитивным, если он не делится ни на какое натуральное число, кроме {\displaystyle 1}, нацело (иными словами, {\displaystyle \gcd \left(2a,2b,2c,2d\right)\leq 2}).

### Целые единичные кватернионы
Существует 24 целых единичных кватерниона:
{\displaystyle \pm 1}; {\displaystyle \pm i}; {\displaystyle \pm j}; {\displaystyle \pm k}; {\displaystyle {\frac {\pm 1\pm i\pm j\pm k}{2}}.}
Они образуют группу по умножению, лежат в вершинах правильного 4-мерного многогранника — 3-кубооктаэдра (не путать с 3-мерным многогранником-кубооктаэдром).

### Разложение на простые сомножители
Для примитивных кватернионов верен аналог основной теоремы арифметики.
Теорема.
Для любого фиксированного порядка множителей в разложении нормы кватерниона {\displaystyle N(q)} в произведение простых целых положительных чисел
{\displaystyle N(q)=p_{1}p_{2}...p_{n}} существует разложение кватерниона {\displaystyle q} в произведение простых кватернионов {\displaystyle q=q_{1}q_{2}...q_{n}} такое, что {\displaystyle N(q_{i})=p_{i}}.
Причём данное разложение единственно по модулю домножения на единицы — это значит, что любое другое разложение будет иметь вид
{\displaystyle q=\left(q_{1}\epsilon _{1}\right)\left({\bar {\epsilon }}_{1}q_{2}\epsilon _{2}\right)\left({\bar {\epsilon }}_{2}q_{3}\epsilon _{3}\right)...\left({\bar {\epsilon }}_{n-1}q_{n}\right)},
где {\displaystyle \epsilon _{1}}, {\displaystyle \epsilon _{2}}, {\displaystyle \epsilon _{3}}, … {\displaystyle \epsilon _{n-1}} — целые единичные кватернионы.
Например, примитивный кватернион {\displaystyle q=(1+i)^{2}(1+i+j)(2+i)} имеет норму 60,
значит, по модулю домножения на единицы он имеет ровно 12 разложений в произведение простых кватернионов, отвечающих 12 разложениям числа 60 в произведений простых:
{\displaystyle 60=2\cdot 2\cdot 3\cdot 5\quad 60=2\cdot 2\cdot 5\cdot 3\quad 60=2\cdot 3\cdot 2\cdot 5\quad 60=2\cdot 5\cdot 2\cdot 3\quad 60=2\cdot 3\cdot 5\cdot 2\quad 60=2\cdot 5\cdot 3\cdot 2}
{\displaystyle 60=3\cdot 2\cdot 2\cdot 5\quad 60=5\cdot 2\cdot 2\cdot 3\quad 60=3\cdot 2\cdot 5\cdot 2\quad 60=5\cdot 2\cdot 3\cdot 2\quad 60=3\cdot 5\cdot 2\cdot 2\quad 60=5\cdot 3\cdot 2\cdot 2}
Общее число разложений такого кватерниона равно {\displaystyle 24^{3}\cdot 12=165888}

## Функции кватернионного переменного

### Вспомогательные функции
Знак кватерниона вычисляется так:
{\displaystyle \operatorname {sgn} \,q={\frac {q}{\left|q\right|}}.}
Аргумент кватерниона — это угол в четырёхмерном пространстве между кватернионом и вещественной единицей:
{\displaystyle \arg q=\arccos {\frac {a}{\left|q\right|}}.}
В дальнейшем используется представление заданного кватерниона {\displaystyle q} в виде
{\displaystyle q=a+\left|\mathbf {u} \right|\mathrm {i} =\left|q\right|\mathrm {e} ^{\mathrm {i} \,\mathrm {arg} \,q}.}
Здесь {\displaystyle a} — вещественная часть кватерниона, {\displaystyle \mathrm {i} =\left|\mathbf {u} \right|^{-1}\mathbf {u} }. При этом {\displaystyle \mathrm {i} ^{2}=-1}, поэтому проходящая через {\displaystyle q} и вещественную прямую плоскость имеет структуру алгебры комплексных чисел, что позволяет перенести на случай кватернионов произвольные аналитические функции. Они удовлетворяют стандартным соотношениям, если все аргументы имеют вид {\displaystyle a+b\mathrm {i} } для фиксированного единичного вектора {\displaystyle \mathrm {i} }. В случае если требуется рассматривать кватернионы с разным направлением, формулы значительно усложняются, в силу некоммутативности алгебры кватернионов.

### Элементарные функции
Стандартное определение аналитических функций на ассоциативной нормированной алгебре основано на разложении этих функций в степенные ряды. Рассуждения, доказывающие корректность определения таких функций, полностью аналогичны комплексному случаю и основаны на вычислении радиуса сходимости соответствующих степенных рядов. Учитывая указанное выше «комплексное» представление для заданного кватерниона, соответствующие ряды можно привести к указанной ниже компактной форме. Здесь приведены лишь некоторые наиболее употребительные аналитические функции, аналогично можно вычислить любую аналитическую функцию. Общее правило таково: если {\displaystyle f(a+b\mathrm {i} )=c+d\mathrm {i} } для комплексных чисел, то {\displaystyle f(q)=c+d\mathbf {i} }, где кватернион {\displaystyle q} рассматривается в «комплексном» представлении {\displaystyle q=a+b\mathbf {i} }.
Степень и логарифм
{\displaystyle \mathrm {e} ^{q}=\mathrm {e} ^{a}\left(\cos \left|\mathbf {u} \right|+{\frac {\mathbf {u} }{\left|\mathbf {u} \right|}}\sin \left|\mathbf {u} \right|\right)}
{\displaystyle \ln q=\ln \left|q\right|+{\frac {\mathbf {u} }{\left|\mathbf {u} \right|}}\arg q}
Отметим, что, как обычно в комплексном анализе, логарифм оказывается определён лишь с точностью до {\displaystyle 2\pi {\frac {\mathbf {u} }{\left|\mathbf {u} \right|}}}.
Тригонометрические функции
{\displaystyle \sin q=\sin a\,\operatorname {ch} \left|\mathbf {u} \right|+{\frac {\mathbf {u} }{\left|\mathbf {u} \right|}}\cos a\,\operatorname {sh} \left|\mathbf {u} \right|}
{\displaystyle \cos q=\cos a\,\operatorname {ch} \left|\mathbf {u} \right|-{\frac {\mathbf {u} }{\left|\mathbf {u} \right|}}\sin a\,\operatorname {sh} \left|\mathbf {u} \right|}
{\displaystyle \operatorname {tg} \,q={\frac {\sin q}{\cos q}}}

### Линейное отображение
Отображение {\displaystyle f:\mathbb {H} \rightarrow \mathbb {H} }
алгебры кватернионов называется линейным, если верны равенства
{\displaystyle f(x+y)=f(x)+f(y)}
{\displaystyle f(ax)=af(x)}
{\displaystyle x,y\in \mathbb {H} ,a\in \mathbb {R} }
где {\displaystyle \mathbb {R} } — поле действительных чисел.
Если {\displaystyle f} является линейным отображением алгебры кватернионов,
то для любых {\displaystyle a,b\in \mathbb {H} } отображение
{\displaystyle (afb)(x)=af(x)b}
является линейным отображением.
Если {\displaystyle f} — тождественное отображение ({\displaystyle f(x)=x}),
то для любых {\displaystyle a,b\in \mathbb {H} }
мы можем отождествить тензорное произведение {\displaystyle a\otimes b} с отображением
{\displaystyle (a\otimes b)\circ x=axb}
Для любого линейного отображения
{\displaystyle f:\mathbb {H} \rightarrow \mathbb {H} }
существует тензор {\displaystyle a\in \mathbb {H} \otimes \mathbb {H} },
{\displaystyle a=a_{s0}\otimes a_{s1}},
такой, что
{\displaystyle f(x)=a\circ x=(a_{s0}\otimes a_{s1})\circ x=a_{s0}xa_{s1}}
В приведённых выше равенствах предполагается суммирование по индексу {\displaystyle s}.
Поэтому мы можем отождествить линейное отображение {\displaystyle f}
и тензор {\displaystyle a}.

### Регулярные функции
Существуют разные способы определения регулярных функций кватернионного переменного. Самый явный — рассмотрение кватернионно дифференцируемых функций, при этом можно рассматривать праводифференцируемые и леводифференцируемые функции, не совпадающие в силу некоммутативности умножения кватернионов. Очевидно, что их теория полностью аналогична. Определим кватернионно леводифференцируемую функцию {\displaystyle f} как имеющую предел
{\displaystyle {\frac {df}{dq}}=\lim _{h\to 0}\left[h^{-1}\left(f\left(q+h\right)-f\left(q\right)\right)\right]}
Оказывается, что все такие функции имеют в некоторой окрестности точки {\displaystyle q} вид
{\displaystyle f=a+qb}
где {\displaystyle a,b} — постоянные кватернионы. Другой способ основан на использовании операторов
{\displaystyle {\frac {\partial }{\partial {\bar {q}}}}={\frac {\partial }{\partial t}}+{\vec {i}}{\frac {\partial }{\partial x}}+{\vec {j}}{\frac {\partial }{\partial y}}+{\vec {k}}{\frac {\partial }{\partial z}}}
{\displaystyle {\frac {\partial }{\partial q}}={\frac {\partial }{\partial t}}-{\vec {i}}{\frac {\partial }{\partial x}}-{\vec {j}}{\frac {\partial }{\partial y}}-{\vec {k}}{\frac {\partial }{\partial z}}}
и рассмотрении таких кватернионных функций {\displaystyle f}, для которых
{\displaystyle {\frac {\partial f}{\partial {\bar {q}}}}=0}
что полностью аналогично использованию операторов {\displaystyle {\frac {\partial }{\partial {\bar {z}}}}} и {\displaystyle {\frac {\partial }{\partial z}}} в комплексном случае. При этом получаются аналоги интегральной теоремы Коши, теории вычетов, гармонических функций и рядов Лорана для кватернионных функций.

### Дифференцирование отображений
Непрерывное отображение
{\displaystyle f:\mathbb {H} \rightarrow \mathbb {H} }
называется дифференцируемым
на множестве {\displaystyle U\subset \mathbb {H} },
если в каждой точке {\displaystyle x\in U}
изменение отображения {\displaystyle f} может быть представлено в виде
{\displaystyle f(x+h)-f(x)={\frac {df(x)}{dx}}\circ h+o(h)}
где
{\displaystyle {\frac {df(x)}{dx}}:\mathbb {H} \rightarrow \mathbb {H} }
линейное отображение алгебры кватернионов {\displaystyle \mathbb {H} } и
{\displaystyle o:\mathbb {H} \rightarrow \mathbb {H} }
такое непрерывное отображение, что
{\displaystyle \lim _{a\rightarrow 0}{\frac {|o(a)|}{|a|}}=0}
Линейное отображение
{\displaystyle {\frac {df(x)}{dx}}}
называется производной отображения {\displaystyle f}.
Производная может быть представлена в
виде
{\displaystyle {\frac {df(x)}{dx}}={\frac {d_{s0}f(x)}{dx}}\otimes {\frac {d_{s1}f(x)}{dx}}}
Соответственно дифференциал отображения {\displaystyle f} имеет вид
{\displaystyle df={\frac {df(x)}{dx}}\circ dx=\left({\frac {d_{s0}f(x)}{dx}}\otimes {\frac {d_{s1}f(x)}{dx}}\right)\circ dx={\frac {d_{s0}f(x)}{dx}}dx{\frac {d_{s1}f(x)}{dx}}}
Здесь предполагается суммирование по индексу {\displaystyle s}. Число слагаемых
зависит от выбора функции {\displaystyle f}. Выражения
{\displaystyle {\frac {d_{s0}df(x)}{dx}}} и
{\displaystyle {\frac {d_{s1}f(x)}{dx}}} называются
компонентами производной.
Для произвольного кватерниона {\displaystyle a} верно равенство
{\displaystyle {\frac {df(x)}{dx}}\circ a=\lim _{t\to 0}(t^{-1}(f(x+ta)-f(x)))}

## Виды умножений

### Умножение Грассмана
Так по-другому называется общепринятое умножение кватернионов ({\displaystyle pq}).

### Евклидово умножение
Отличается от общепринятого тем, что вместо первого сомножителя берётся сопряжённый к нему: {\displaystyle {\bar {p}}q}.
Оно также некоммутативно.

### Скалярное произведение
Аналогично одноимённой операции для векторов:
{\displaystyle p\cdot q={\frac {{\bar {p}}q+{\bar {q}}p}{2}}}.
Эту операцию можно использовать для выделения одного из коэффициентов, например, {\displaystyle \left(a+bi+cj+dk\right)\cdot i=b}.
Определение модуля кватерниона можно видоизменить:
{\displaystyle \left|p\right|={\sqrt {p\cdot p}}}.

### Внешнее произведение
{\displaystyle \operatorname {Outer} \left(p,q\right)={\frac {{\bar {p}}q-{\bar {q}}p}{2}}}.
Используется не очень часто, тем не менее рассматривается в дополнение к скалярному произведению.

### Векторное произведение
Аналогично одноимённой операции для векторов.
Результатом является тоже вектор:
{\displaystyle p\times q={\frac {pq-qp}{2}}}.

## Из истории

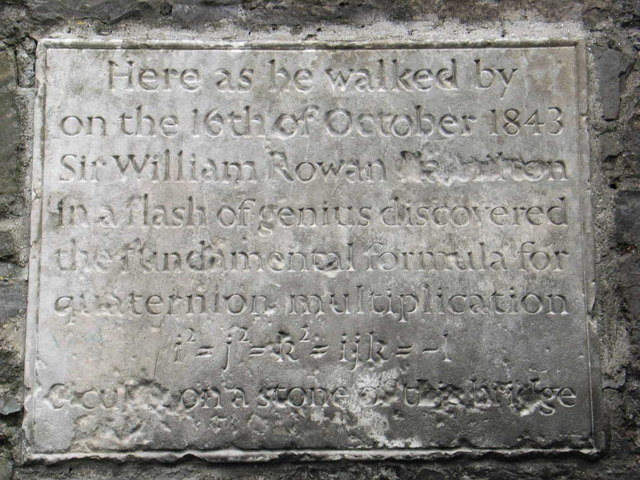
Памятная табличка на мосту Брум Бридж в Дублине: «Здесь на прогулке, 16 октября 1843 года, во вспышке гения, сэр Уильям Роуэн Гамильтон открыл формулу перемножения кватернионов»

Система кватернионов была впервые опубликована Гамильтоном в 1843 году. Историки науки также обнаружили наброски по этой теме в неопубликованных рукописях Гаусса, относящихся к 1819—1820 годам. Также кватернионы рассматривал Эйлер. Б. О. Родриг (1840 год) при рассмотрении поворотов абсолютно твёрдого тела вывел правила умножения кватернионов.
Бурное и чрезвычайно плодотворное развитие комплексного анализа в XIX веке стимулировало у математиков интерес к следующей задаче: найти новый вид чисел, аналогичный по свойствам комплексным, но содержащий не одну, а две мнимые единицы. Предполагалось, что такая модель будет полезна при решении пространственных задач математической физики. Однако работа в этом направлении оказалась безуспешной.
Новый вид чисел был обнаружен ирландским математиком Уильямом Гамильтоном (который также занимался указанной задачей) в 1843 году, и он содержал не две, как ожидалось, а три мнимые единицы. Гамильтон работал сначала с дуплетами (точками на плоскости) и легко получил правила для умножения соответствующие комплексным числам, но для точек в пространстве (триплеты) не мог получить никакой формулы умножения для таких наборов. В конце концов решил попробовать четвёрки — точки в четырёхмерном пространстве. Эти числа Гамильтон назвал кватернионами. Позднее Фробениус строго доказал (1877) теорему, согласно которой расширить комплексное поле до поля или тела с двумя мнимыми единицами невозможно.
Развитие кватернионов и их приложений в физике следовало по трём путям, связанным с алгебраическим подходом, апологетами которого выступали Кэли, который в 1858 году открыл матричное представление кватернионов, Клиффорд, Б. Пирс, Ч. Пирс и Фробениус; с теорией комплексных кватернионов, представителями которого были Клиффорд, Штуди и Котельников; с физикой из-за имён Максвелла и Хэвисайда. Несмотря на необычные свойства новых чисел (их некоммутативность), эта модель довольно быстро принесла практическую пользу. Максвелл использовал компактную кватернионную запись для формулировки своих уравнений электромагнитного поля. Позднее на основе алгебры кватернионов был создан трёхмерный векторный анализ (Гиббс, Хевисайд). Применение кватернионов было вытеснено векторным анализом из уравнений электродинамики. Впрочем тесная связь уравнений Максвелла с кватернионами не исчерпывается только электродинамикой, поскольку была построена теория СТО с использованием кватернионов А. У. Конвеем и Зильберштейном. Послевоенный период применения кватернионов в физике связан с широким применением теории групп и их представлений в физике элементарных частиц. Также возможно заменить стандартное гильбертово пространство квантовой механики на его определение над телом кватернионов.

## Современное применение
В XX веке были сделаны несколько попыток использовать кватернионные модели в квантовой механике и теории относительности. Реальное применение кватернионы нашли в современной компьютерной графике и программировании игр, а также в вычислительной механике, в инерциальной навигации и теории управления. С 2003 года издаётся журнал «Гиперкомплексные числа в геометрии и физике».
Во многих областях применения были найдены более общие и практичные средства, чем кватернионы. Например, в наши дни для исследования движений в пространстве чаще всего применяется матричное исчисление. Однако там, где важно задавать трёхмерный поворот при помощи минимального числа скалярных параметров, использование параметров Родрига — Гамильтона (то есть четырёх компонент кватерниона поворота) весьма часто оказывается предпочтительным: такое описание никогда не вырождается, а при описании поворотов тремя параметрами (например, углами Эйлера) всегда существуют критические значения этих параметров, когда описание вырождается.
Как алгебра над {\displaystyle \scriptstyle \mathbb {R} }, кватернионы образуют вещественное векторное пространство {\displaystyle \scriptstyle \mathbb {H} }, снабжённое тензором третьего ранга {\displaystyle S} типа (1,2), иногда называемого структурным тензором. Как всякий тензор такого типа, {\displaystyle S} отображает каждую 1-форму {\displaystyle t} на {\displaystyle \scriptstyle \mathbb {H} } и пару векторов {\displaystyle \left(a,b\right)} из {\displaystyle \scriptstyle \mathbb {H} } в вещественное число {\displaystyle S\left(t,a,b\right)}. Для любой фиксированной 1-формы {\displaystyle t} {\displaystyle S} превращается в ковариантный тензор второго ранга, который, в случае его симметрии, становится скалярным произведением на {\displaystyle \mathbb {H} }. Поскольку каждое вещественное векторное пространство является также вещественным линейным многообразием, такое скалярное произведение порождает тензорное поле, которое, при условии его невырожденности, становится (псевдо- или собственно-)евклидовой метрикой на {\displaystyle \mathbb {H} }. В случае кватернионов это скалярное произведение индефинитно, его сигнатура не зависит от 1-формы {\displaystyle t}, а соответствующая псевдоевклидова метрика есть метрика Минковского. Эта метрика автоматически продолжается на группу Ли ненулевых кватернионов вдоль её левоинвариантных векторных полей, образуя так называемую закрытую ФЛРУ (Фридман — Леметр — Робертсон — Уолкер) метрику — важное решение уравнений Эйнштейна. Эти результаты проясняют некоторые аспекты проблемы совместимости квантовой механики и общей теории относительности в рамках теории квантовой гравитации.